# Cephalophyllum rostellum
Cephalophyllum rostellum är en isörtsväxtart som först beskrevs av L. Boi., och fick sitt nu gällande namn av H.E.K. Hartm. Cephalophyllum rostellum ingår i släktet Cephalophyllum och familjen isörtsväxter. Inga underarter finns listade i Catalogue of Life.